# Huest
Huest – miejscowość i gmina we Francji, w regionie Normandia, w departamencie Eure.
Według danych na rok 1990 gminę zamieszkiwało 581 osób, a gęstość zaludnienia wynosiła 88 osób/km² (wśród 1421 gmin Górnej Normandii Huest plasuje się na 400 miejscu pod względem liczby ludności, natomiast pod względem powierzchni na miejscu 564).